# Die Rosenzüchterin (Roman)

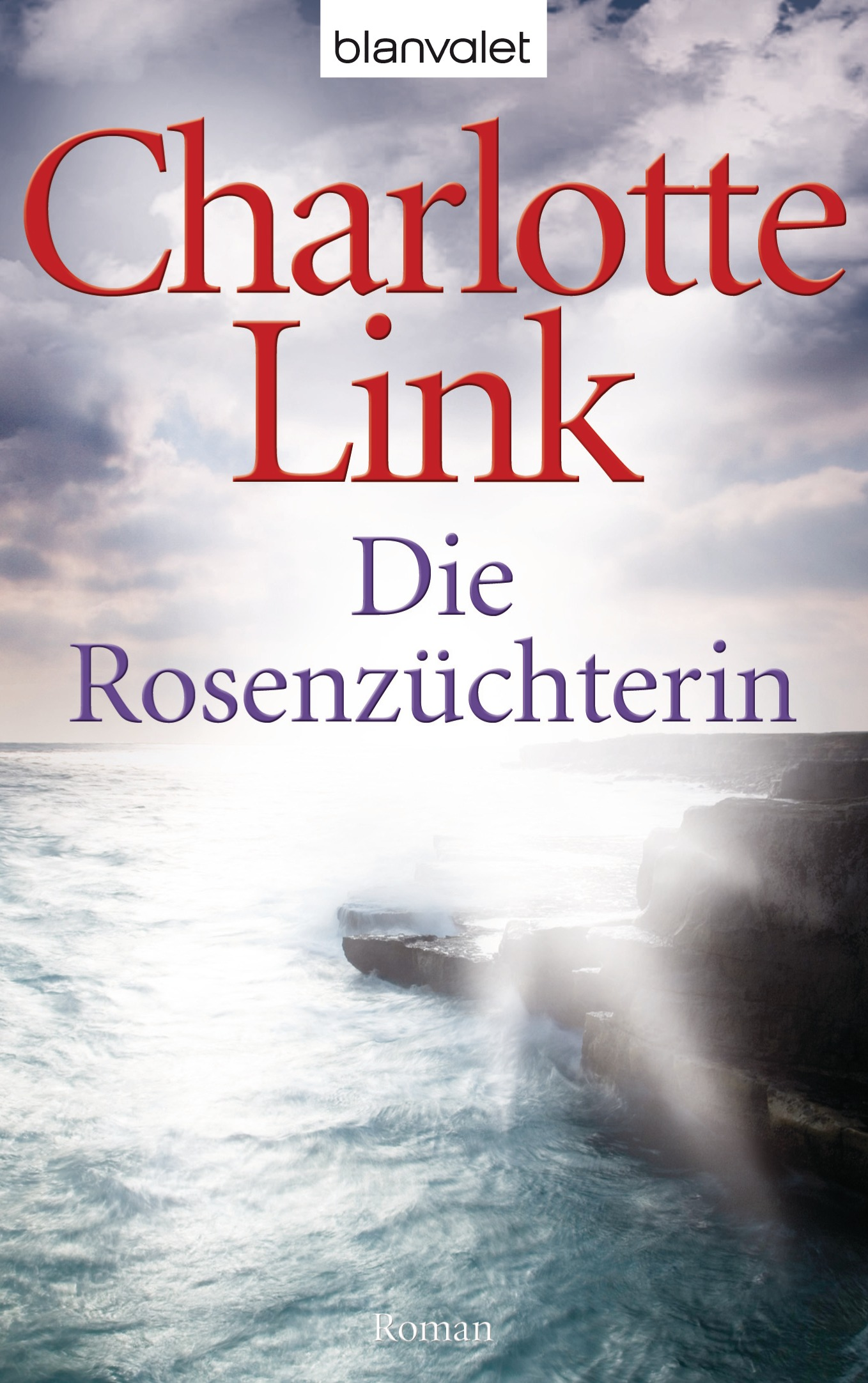
Cover des Buches

Die Rosenzüchterin ist ein psychologischer Spannungsroman von Charlotte Link aus dem Jahr 2000 und spielt auf der Insel Guernsey.

## Inhalt
Die Geschichte spielt während des Zweiten Weltkrieges und in der Gegenwart.
Verzweifelt und mit den Anforderungen des Alltags überlastet flüchtet die junge Lehrerin Franca Palmer von Berlin auf die Kanalinsel Guernsey. Unterschlupf findet sie in dem reizvollen Anwesen der älteren Rosenzüchterin Beatrice Shaye in Le Variouf. Schon bald entsteht eine zarte Freundschaft zwischen den beiden Frauen. Beatrice lebt seit vielen Jahren gemeinsam mit Helene Feldmann zusammen, die einst Frau eines hohen deutschen Offiziers war.
Helene war während der Besatzung der Kanalinseln von 1940 bis 1945 mit ihrem Mann Erich Feldmann in das verlassene Haus von Beatrice Eltern gezogen. Helene, die von ihrem Mann tyrannisiert wurde, klammerte sich krampfhaft an die damals kleine verwaiste Beatrice. Selbst mit dem Tod Erichs im Mai 1945 ließ Helene nicht von ihr los.
Nach einiger Zeit vertraut sich Beatrice der scheuen Franca an und berichtet über die grausame Zeit der Besatzung, der Nachkriegszeit und von der Gemeinschaft mit Helene aus Abneigung und Hass. Eines Tages überschlagen sich die Ereignisse und eine Tote wird gefunden. Franca und Beatrice machen sich gemeinsam auf die Suche nach dem Täter und wieder wird Beatrice mit den Schatten ihrer Vergangenheit konfrontiert.

## Film
2004 wurde das Buch Die Rosenzüchterin von Erhard Riedlsperger verfilmt. Unter anderem spielten namhafte Größen wie Hannelore Elsner, Eva Herzig, Camilla Renschke und Frank Giering in dem Film mit. Die aufwendige Filmmusik dazu wurde von Karim Sebastian Elias komponiert und vom Brandenburgischen Staatsorchester Frankfurt eingespielt.
Das Buch wurde von Random House Audio als Hörbuch bei Weltbild herausgebracht und wird von Charlotte Link gelesen.